# Sant Germà de Ribera d'Urgellet
Sant Germà de Ribera d'Urgellet és una església de Ribera d'Urgellet (Alt Urgell) inclosa a l'Inventari del Patrimoni Arquitectònic de Catalunya.

## Descripció
Edifici religiós possiblement d'origen preromànic. Consta d'una nau trapezial, coberta amb volta que és sostinguda per arcs torals. L'edifici ha estat allargat per ponent en època moderna i aquest sector es cobreix amb encavallades de fusta. Està capçada per un absis rectangular.